# Acrolyta buccata
Acrolyta buccata är en stekelart som först beskrevs av André Seyrig 1952.  Acrolyta buccata ingår i släktet Acrolyta och familjen brokparasitsteklar. Inga underarter finns listade i Catalogue of Life.